# جيرارد ميستر
جيرارد ميستر (بالفرنسية: Gérard Meister)‏ (4 سبتمبر 1889 – 7 نوفمبر 1967) هو سبّاح فرنسي راحل، مثّل بلاده في الألعاب الأولمبية الصيفية 1908.

## روابط خارجية
جيرارد ميستر على موقع اللجنة الأولمبية الدولية (الإنجليزية)
- جيرارد ميستر على موقع أوليمبيديا (الإنجليزية)